# Carl von Linné den yngre
Carl von Linné den yngre (1741 i Falun – 1783 i Upsala) var en svensk botaniker, søn af Carl von Linné den ældre.
Linné den yngre blev faderns efterfølger som professor i naturhistorie; han var meget svagelig og producerede kun lidet. Af hans skrifter kan nævnes: Nova graminum genera (Upsala 1779), Methodus muscorum illustra (Upsala 1784).